# Champaka
Champaka est une maison d'édition belge spécialisée dans la bande dessinée.
Elle a été créée fin 1983, par Thomas Spitaels et Éric Verhoest, et elle est spécialisée dans l'édition d'objets et de livres liés au monde de la bande dessinée : estampes, portfolios, sérigraphies, livres et plaques émaillées.
Les auteurs publiés, tels que Ted Benoit, Yves Chaland, Serge Clerc, et Floc'h, sont principalement issus de la « nouvelle ligne claire », apparue à la fin des années 1970.